# Yen (Rockband)
YEN ist eine deutsche Rockband.

## Geschichte
YEN entstand durch ein zufälliges Treffen der Sängerin Yen-Hwei Anetzberger und des Gitarristen Christian Fütterer Ende 2003. Yen hatte einige Texte und Christian eine Band mit dem Namen Skrunge, die er gemeinsam mit seinem Bruder und Bassisten Steffen sowie dem Schlagzeuger Benjamin aufgebaut hatte. Nach ersten erfolgreichen Proben zu viert beschloss man Anfang 2004, unter dem Namen YEN als Band weiter zu arbeiten. 2006 waren YEN für den Deutschen Rock- und Poppreis nominiert. 2007 trat Sängerin Yen im Finale der letzten 20 von Stefan Raabs Musikshow SSDSDSSWEMUGABRTLAD auf. Bis heute haben YEN drei Alben sowie drei Singles auf dem Frankfurter Indie-Label MX-Records veröffentlicht.
YEN hat außerdem auf dem ersten Album der Band ESCHENBACH, das von Stephan Weidner produziert wurde und im November 2009 erschien, mit dem Lied Frag Dich Selbst mitgewirkt. Auf Grund der positiven Resonanzen auf den Track, steuerte Yen auch für die CD Autonomie von Stephan Weidner Background-Vocals zu den Songs Sterne, Niemand Hier und Hafen bei.

## Musik
Die englischsprachigen Texte von Sängerin Yen sind meist autobiografisch und bilden den roten Faden, der sich durch die Songs zieht. Ein zentrales Thema ist die Sehnsucht. Generell dem Rock- und Alternative-Genre verpflichtet, wagen YEN auf ihren Veröffentlichungen auch Ausflüge in poppigere Gefilde. So entstand die jüngste Single Deep Space Night in Zusammenarbeit mit dem Mannheimer Musikproduzent und Songwriter Philippe van Eecke, der sonst für Künstler wie Xavier Naidoo oder Yvonne Catterfeld komponiert.
Ende August 2009 erschien die erste Unplugged-Platte unter dem Namen Sofa – so good und kann als eine Hommage an ihre Guerilla-Tour während der Sommermonate gesehen werden. YEN tourten mit einem eigens dafür konstruierten Sofa auf Rollen durch Deutschland und besetzten Fußgängerzonen und Stadtstrände. Das Album erschien auch wie die Vorgänger auf dem deutschen Label MX Records.

## Diskografie

### Alben
- 2008: Deep Inside, VÖ: 25. Januar 2008
- 2009: sofa – so good, VÖ: 28. August 2009
- 2013: Into the Sun, VÖ: 25. Januar 2013

### Singles
- 2007: Separate Entity, VÖ: 23. November 2007
- 2008: Deep Space Night, VÖ: 31. Oktober 2008
- 2012: Redemption, VÖ: 11. Januar 2013